# Aérodrome de Saint-Affrique - Belmont

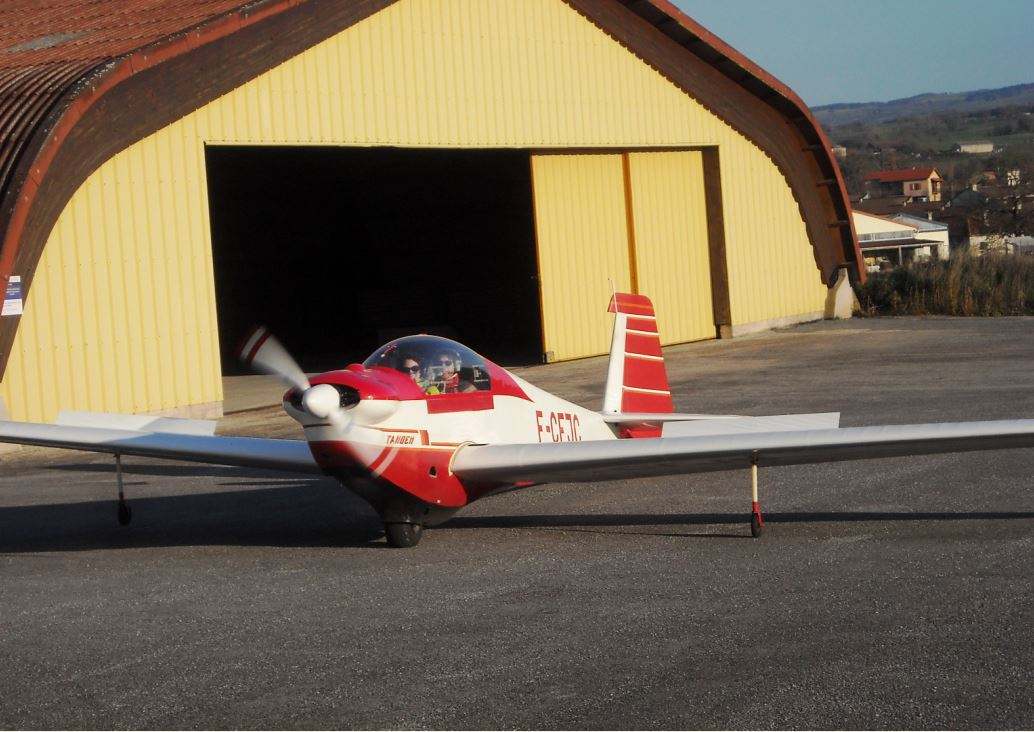
Un motoplaneur à l'aérodrome de Belmont.

L’aérodrome de Saint-Affrique - Belmont (code OACI : LFIF) est un aérodrome agréé à usage restreint, situé à 1 km au nord-ouest de Belmont-sur-Rance dans l’Aveyron (région Midi-Pyrénées, France).
Il est utilisé pour la pratique d’activités de loisirs et de tourisme (aviation légère).

## Installations
L’aérodrome dispose de deux pistes orientées est-ouest (12/30) :
- une piste bitumée longue de 1 300 m et large de 20 ;
- une piste en herbe longue de 1 010 m et large de 80.

L’aérodrome n’est pas contrôlé. Les communications s’effectuent en auto-information sur la fréquence de 123,500 MHz.
L’avitaillement en carburant (100LL) est possible.

## Activités
- Vol à voile de l’Aveyron et du Tarn
- Association des pilotes du Saint-Affricain
- Association des pilotes du Sud-Aveyron

## Cinéma
Le film Balle perdue 2 (2022) de Guillaume Pierret a été en partie tourné sur l'aérodrome.